# Пестрокрыльница изменчивая
Пестрокрыльница изменчивая, или пестрокрыльница летняя (лат. Araschnia levana) — дневная бабочка из семейства Nymphalidae.

## Этимология латинского названия
Levana (с латинского) — легкомысленная, ветреная.

## Описание
Длина переднего крыла 15 — 22 мм. Яркий пример сезонного диморфизма: особи второго (летнего) поколения (форма prorsa) окрашены в темный цвет. Вид образует большое количество местных форм при постоянстве двух основных. Достаточно легко можно получить различные тепловые формы, если выдерживать куколки при различной температуре.
Обладает сезонным диморфизмом, так как встречается в двух формах (весенней и летней). 1-е поколение (весенняя форма; f. porima) имеет крылья, которые сверху жёлто-оранжевые с чёрными пятнами, а снизу — с белым сетчатым рисунком на оранжевом фоне. 2-е поколение (летняя форма; f. prorsa) резко отличается от весенней: она чёрного цвета с белыми полосками; весеннюю форму напоминают только жёлтые и оранжевые пятна.

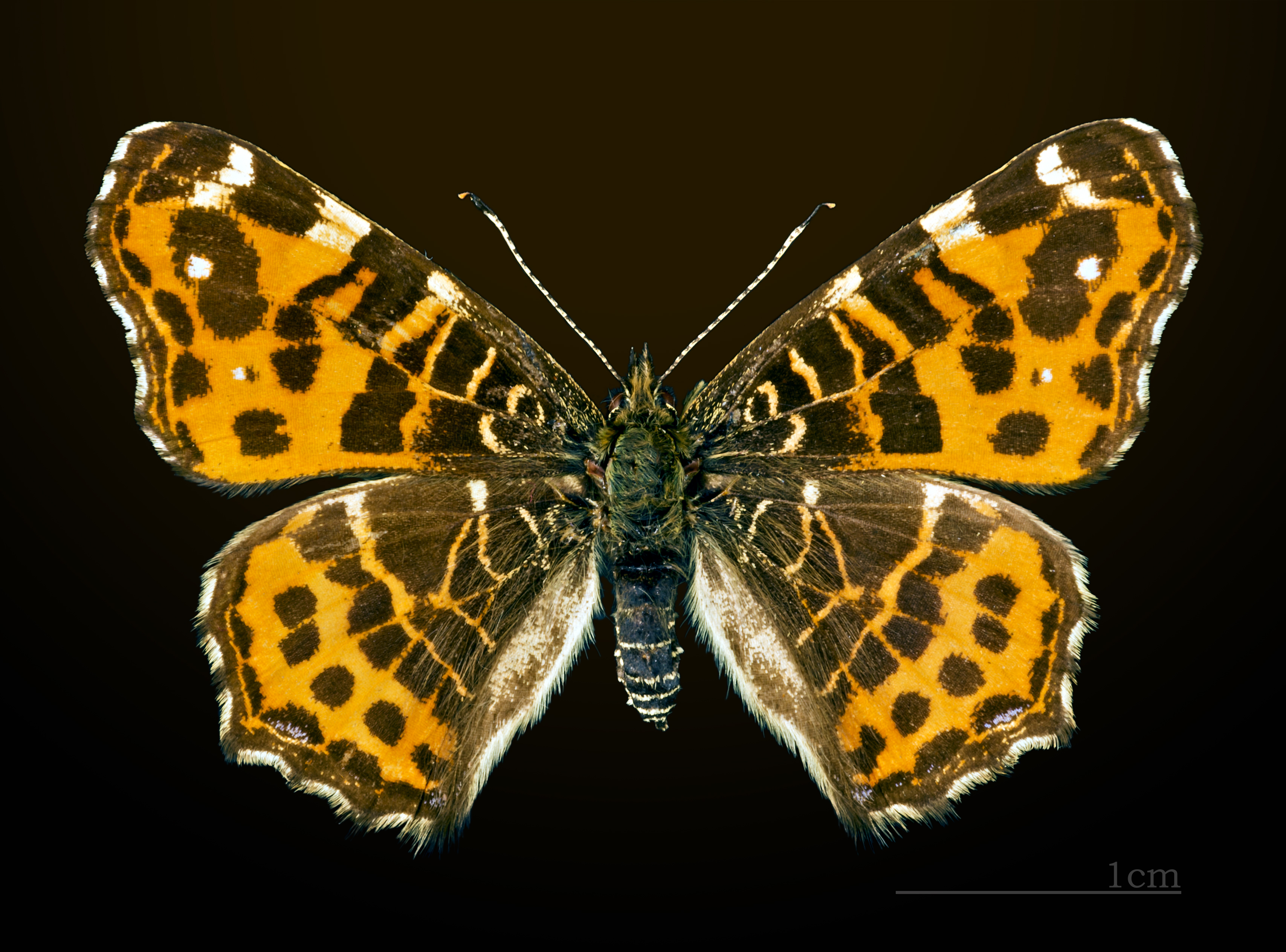
Araschnia levana f. porima
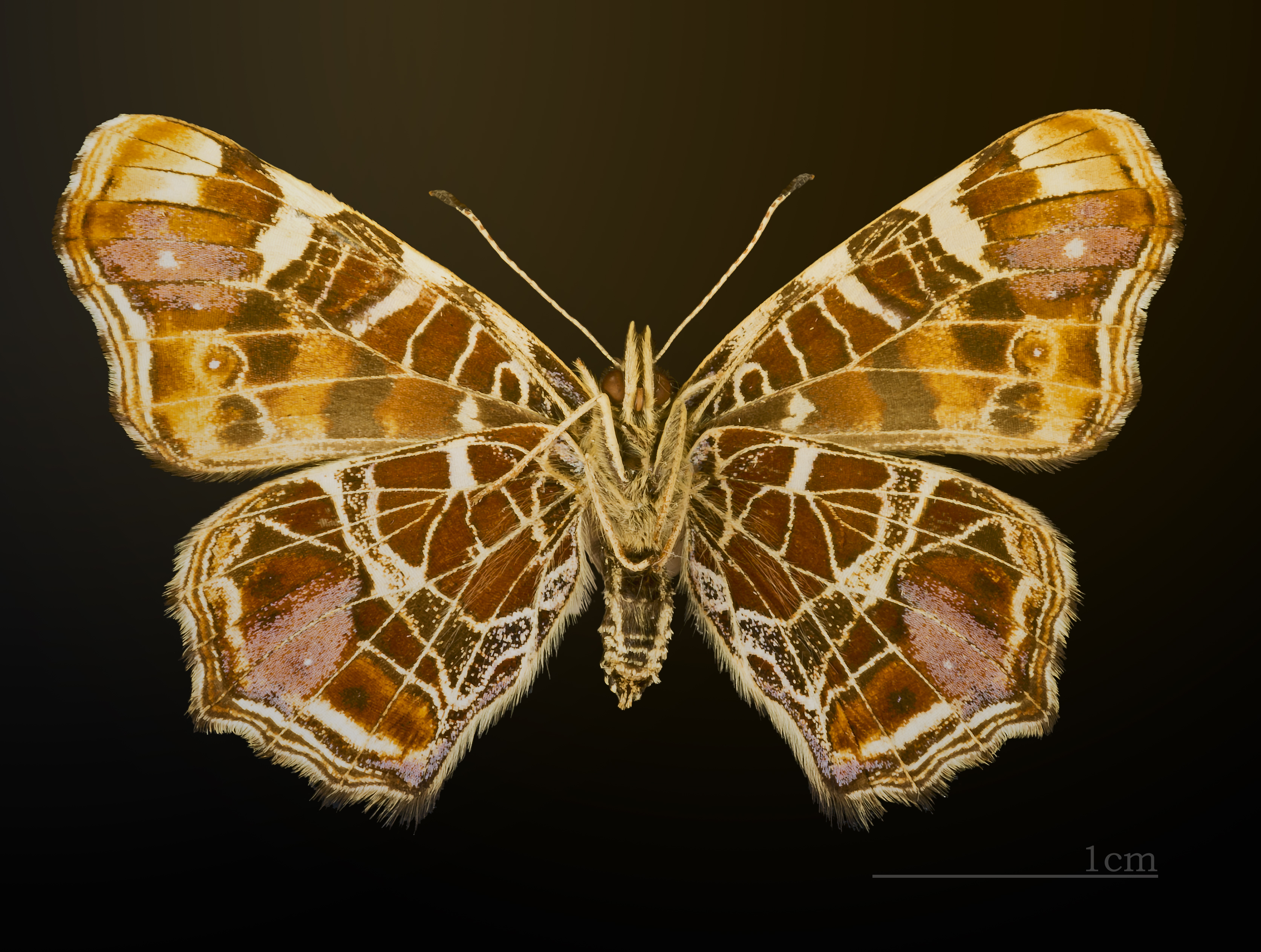
Araschnia levana f. porima△
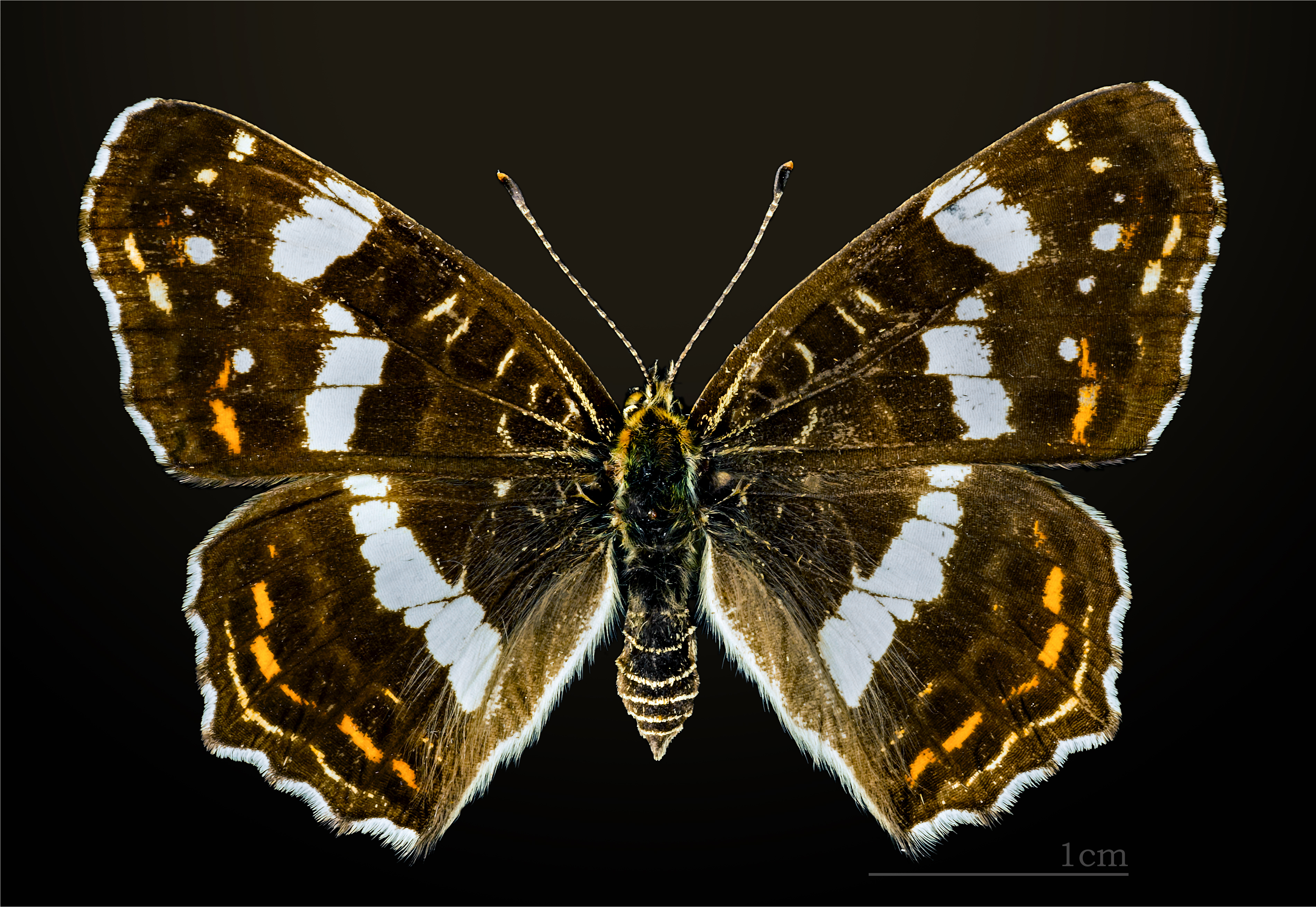
Araschnia levana f. prorsa
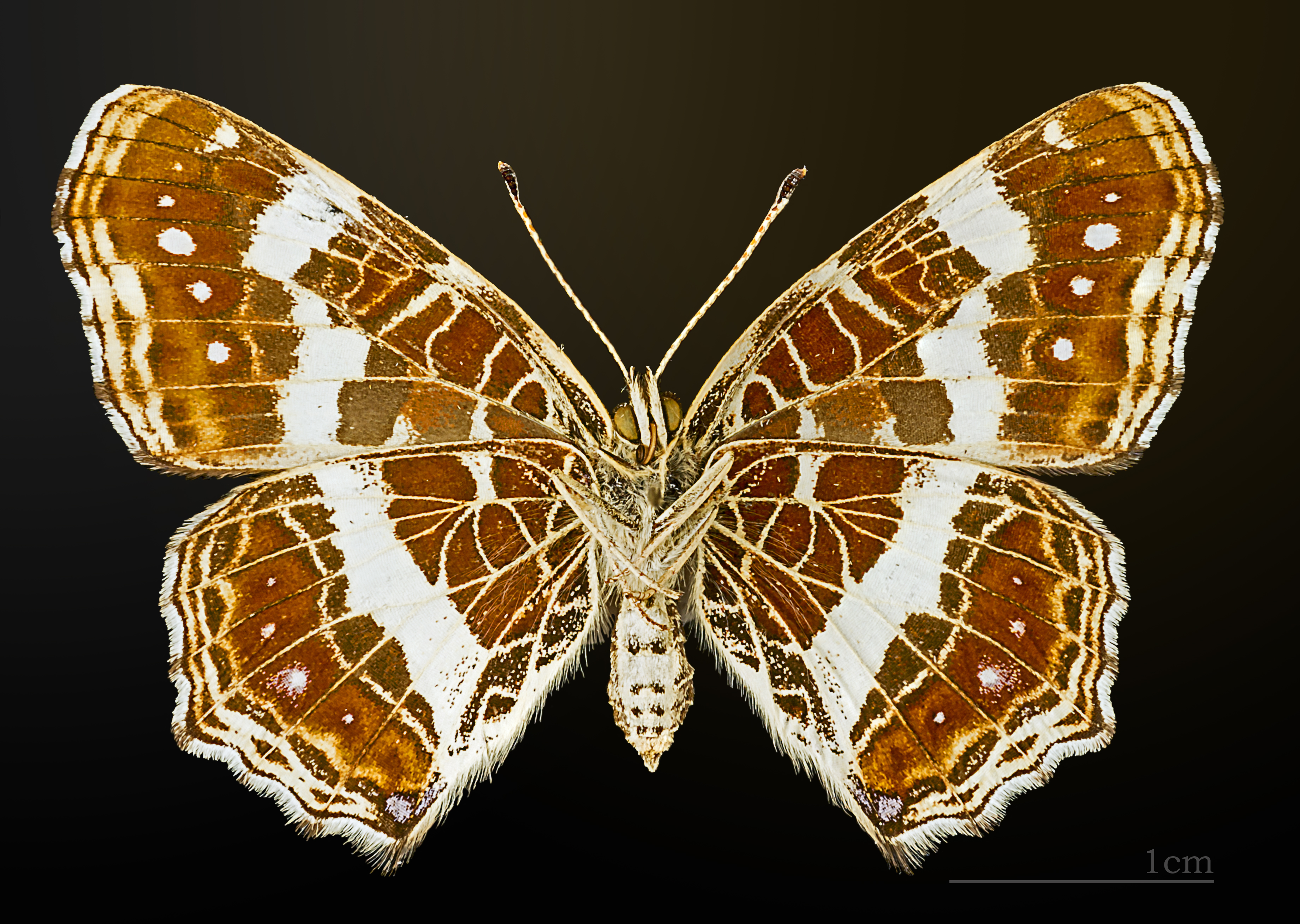
Araschnia levana f. prorsa  △

## Ареал
Умеренный пояс Евразии. Ареал простирается от Франции через центральную Европу и Среднюю Азию до Кореи и Японии. Отсутствует в некоторых странах Северной (в Англии, Ирландии, в Скандинавии) и Южной Европы (в Испании, Португалии, Италии, Югославии и Греции).
Обычный и распространённый в Восточной Европе вид, не встречающийся только севернее границы таёжного пояса, в среднестепной и сухостепной подзонах степной зоны Украины и России и вКрыму. Единственная популяция в сухостепной зоне степной зоны Украины в устье Днепра (Херсонская область) находится в депрессии либо вымерла. Широко распространена в горах Карпат и Кавказа.

## Местообитание
Населяет луга, луговины и опушки в лесах различных типов, также встречается в садах, на пустырях, обочинах дорог, по берегам рек. В горах поднимается до 1400 м над ур. м.

## Биология
Развивается, как правило, в двух поколениях. Время лёта с начала мая до второй декады июня и с начала июля до середины августа.
Самки откладывает яйца на нижнюю поверхность листьев, приклеивая их друг на друга своеобразными цепочками по 6—15 яиц. Сразу же после откладывания одной цепочки яиц, самка откладывает рядом следующую, образуя скопления до 100 яиц на одном листе.
Гусеницы первого поколения развиваются с мая по сентябрь. На кормовых растениях живут выводками, не расползаясь далеко друг от друга. После четвёртой линьки ведут одиночный образ жизни. Окукливается на кормовых растениях или в каком-либо укрытии. Куколка прикрепляется к субстрату вершиной брюшка и висит головой вниз. У потомства второго поколения зимуют куколки, весной из которых появляются бабочки типичной формы. Часто остаются на зимовку куколки, которые относятся к потомству первого поколения бабочек, давая весной также бабочек типичной формы.
Кормовые растения гусениц:
крапива двудомная (Urtica dioica), крапива жгучая (Urtica urens).

## Охрана
- Бабочка года в Германии в 2007 году.